# Befestigung bei Lederhof
Der Befestigung bei Lederhof ist ein abgegangener vor- und frühgeschichtlicher Ringwall bei 504 m ü. NHN 550 m südwestlich von Lederhof, einem Gemeindeteil der Gemeinde Sulzemoos im Landkreis Dachau in Bayern.
Die Anlage wird als Bodendenkmal unter der Aktennummer D-1-7733-0162 als „mehrgliedriger Ringwall vor- und frühgeschichtlicher Zeitstellung“ geführt.

## Beschreibung
Die in etwa viereckige Anlage weist eine Breite von etwa 100 m und eine Länge von 260 m auf. Sie liegt heute in einem Waldgebiet. 
In der Gemeinde Sulzemoos befinden sich weitere vor- und frühgeschichtliche Befestigungsanlagen:
550 m südwestlich befindet sich die Abschnittsbefestigung Einsbach, die unter der Aktennummer D-1-7733-0159 als „Ringwall des frühen Mittelalters“ geführt wird; 300 m nordwestlich liegt die Abschnittsbefestigung bei Lederhof, die unter der Aktennummer D-1-7733-0161 als „Abschnittsbefestigung vor- und frühgeschichtlicher Zeitstellung“ geführt wird, und 590 m westnordwestlich liegt eine „Wall-Graben-Anlage vor- und frühgeschichtlicher Zeitstellung“, welche unter der Aktennummer D-1-7733-0160 genannt ist.